# Parc côtier de Kakumäe
Le parc côtier de Kakumäe (estonien : Kakumäe rannapark)  est un parc du quartier de Kakumäe à Tallinn en Estonie,. 

## Présentation
Le parc de la plage de Kakumäe est accessible depuis la route de Kakumäe le long de la rue Räime. Le parc de la plage de Kakumäe est à environ 5,5 km du centre d'Haabersti.
La superficie totale du parc côtier est de 14 ha, dont 4,5 ha de plage. 
Les oiseaux sont nombreux dans les roseaux et les eaux peu profondes. 
Le parc de la plage propose des activités pour les personnes de tous âges.
La reconstruction du parc de la plage de Kakumäe a commencé en 2005, avec la construction d'un réseau de routes à faible trafic, de parkings, d'éclairage public et de terrains de sport où l'on peut jouer au basket-ball, au beach-volley et au football. 
En 2006, on y a construit deux aires de jeux pour enfants et des terrains de sport.
En 2007, un parcours de santé avec un sentier de santé recouvert de d'écorces d'arbres d'un kilomètre de long, éclairé, a été aménagé avec des équipements sportifs et des bancs tout le long du parcours. 